# Friedrich August Flueckiger
Friedrich Augusto Flückiger (también deletreado Flueckiger) fue un farmacéutico, químico y botánico suizo.

## Biografía
Nació en Langenthal, Cantón de Berna, el 15 de mayo de 1828 y murió el 11 de diciembre de 1894.
Estudió química en la Universidad de Berlín (1845–47), farmacia en Solothurn y en 1850 tomó clases de botánica en la Universidad de Ginebra, seguido por estudios en la Universidad de Heidelberg.
El nombre botánico  Boswellia sacra fue un binomio que él le dio a un árbol nativo de Somalia, Omán y Yemen (una fuente muy importante de incienso a nivel mundial).
De 1853 a 1859, Flückiger fue director de  Grosse Apotheke, una farmacia que poseía en Burgdorf y en 1870 se convirtió en profesor de Farmacognosia en la Universidad de Berna y a partir de 1873 a 1892 profesor de farmacia en Estrasburgo.
De 1857 a 1866, fue Presidente de la Asociación Suiza de farmacéuticos y obtuvo dos doctorados honoris causa por las universidades de Universidad de Bolonia y de la Universidad de Erlangen.
Flückiger fue e autor de cerca de 300 trabajos científicos en Química Farmacéutica, Farmacognosia y recordado por sus investigaciones pioneras en el campo de la historia de la farmacia.
Se le atribuyen aportes importantes a la segunda edición de la "farmacopea Helvética" (1872).

## Escritos más importantes
- Beiträge zur altern Geschichte der Pharmacie en Berna , 1862

- Grundlagen der pharmaceutischen Waarenkunde, 1873

- "Pharmacographia; una historia de las principales drogas de origen vegetal, en Gran Bretaña y la India británica "(19 ediciones publicaron entre 1874 y 1986 en inglés).

- Documente zur Geschichte der Pharmacie, 1876

- Química Farmacéutica, 1879

- Fundamentos de Farmacognosia", 1884, con Alexander Tschirch (1856-1939).

- The Chinona Barks : Pharmacognostically Considered. With 8 lithographic plates and one wood-cut. Blakiston, Filadelfia 1884 (digitalizó Universidad- y biblioteca Düsseldorf

- "Los principios de Farmacognosia; una introducción al estudio de las sustancias del reino vegetal"(5 ediciones se publicaron entre 1885 y 1887en inglés y alemán).

- "Reacciones”. Una selección de preparados químicos orgánicos importantes para farmacia utilizados como reactivos (1893 en inglés).

## Honores

### Eponimia
Género
- (Phytolaccaceae) Flueckigera Kuntze[2]

Especies
- (Myrsinaceae) Tapeinosperma flueckigeri (F.Muell.) Mez[3]
- La abreviatura «Flueck.» se emplea para indicar a Friedrich August Flueckiger como autoridad en la descripción y clasificación científica de los vegetales.[4]